# Distretto di Mecanhelas
Il distretto di Mecanhelas è un distretto del Mozambico, facente parte della Provincia di Niassa.